# Train in Royal Gorge
Train in Royal Gorge je americký němý film z roku 1902. Režisérem je Harry Buckwalter (1867–1930). Film měl premiéru v listopadu 1902.

## Děj
Film zachycuje průjezd vlaku po úseku železniční trati Royal Gorge Route Railroad na lince Denver and Rio Grande Western Railroad v oblasti kaňonu Royal Gorge, nacházející se západně od Cañon City v okrese Fremont ve státě Colorado.